# الماجد (أسماء الله الحسنى)
المجد: صفةٌ ذاتيةٌ لله ، من اسمه (المجيد)، ولم يثبت عند اغلب أهل العلم أن (الماجد) من أسمائه تعالى ومن اثبته اعتمد على حديث الصحابي ابي هريرة الذي سرد فيه أسماء الله الحسنى ورواه الترمزي وحديث الصحابي أبي ذر فمن ثبت عنده من العلماء صحة هذين الحديثين فأنه أثبت مضمونهما، وإثبات اسم (الماجد) لله .

## المجيد في الكتاب والسنة
في الكتاب وردت أيات كثيرة منها:
1. قولـه تعالى: (وَهُوَ الْغَفُورُ الْوَدُوُدُ ذُو الْعَرْشِ الْمَجِيدُ) [البروج: 15]
2. وقولـه: (رَحْمَةُ اللَّهِ وَبَرَكَاتُهُ عَلَيْكُمْ أَهْلَ الْبَيْتِ إِنَّهُ حَمِيدٌ مَجِيدٌ)[هود: 73]

وفي السنة نجد حديث الصلوات الابراهيمة، قال الرسول محمد ﷺ((قولوا اللهم صل على محمد وعلى آل محمد كما صليت على آل إبراهيم وبارك على محمد وعلى آل محمد كما باركت على آل إبراهيم في العالمين إنك حميد مجيد)).
وقال ابن القيم: ((وَهُوَ المَجِيدُ صِفَاتُهُ أَوْصَافُ تَعْــظِيمٍ فَشَأْنٌ الوَصْفِ أعْظَمُ شَانِ))
وقال أيضاً: ((وأما المجد؛ فهو مستلزم للعظمة والسعة والجلال؛ كما يدل على موضوعه في اللغة؛ فهو دالٌّ على صفات العظمة والجلال، والحمد يدل على صفات الإكرام، والله سبحانه ذو الجلال والإكرام، وهذا معنى قول العبد: ((لا إله إلا الله والله أكبر))؛ فلا إله إلا الله دال على ألوهيته وتفرده فيها، فألوهيته تستلزم محبته التامة، والله أكبر دال على مجده وعظمته)).
قال ابن منظور في ((لسان العرب)): ((المجد: المروءة والسخاء، والمجد: الكرم والشرف، والمجيد: من صفات الله ، وفعيل أبلغ من فاعل، فكأنه يجمع معنى الجليل والوهَّأب والكريم)).

## الماجد في الكتاب والسنة
لم يرد لفظ اسم الماجد في القرآن أما في السنة جاء في حديث أبي ذر  أن النبي محمد ﷺ قال- في الحديث القدسي -: (ذَلِكَ بِأَنِّي جَوَادٌ مَاجِدٌ أَفْعَلُ مَا أُرِيدُ، عَطَائِي كَلَامٌ وَعَذَابِي كَلَامٌ إِنَّمَا أَمْرِي لِشَيْءٍ إِذَا أَرَدْتُهُ أَنْ أَقُولَ لَهُ كُنْ فَيَكُونُ)،وقد حكم عليه بعض أهل العلم بالضعف، وجاء ذكر اسم (الماجد) في حديث أبي هريرة ، وفيه: (إِنَّ لِلَّهِ تَعَالَى تِسْعَةً وَتِسْعِينَ اسْمًا مِائَةً غَيْرَ وَاحِدٍ، مَنْ أَحْصَاهَا دَخَلَ الْجَنَّةَ –وذكر منها- الْوَاجِدُ الْمَاجِدُ الْوَاحِدُ الصَّمَدُ الْقَادِرُ..)، ولكن رأى بعض أهل العلم أن الزيادة الواردة عند الترمذي في سرد الأسماء لا تصح، ولم يثبتوا بذلك الاسم لله جل وعلا ومنهم ابن تيمية: حيث قال«إن التسعة والتسعين اسماً لم يرد في تعيينها حديث صحيح عن النبي ﷺ، وأشهر ما عند الناس فيها حديث الترمذي الذي رواه الوليد بن مسلم عن شعيب عن أبي حمزة، وحفاظ أهل الحديث يقولون: هذه الزيادة مما جمعه الوليد بن مسلم عن شيوخه من أهل الحديث» 
وقال الترمذي عقب روايته للحديث: «هذا حديث غريب حدثنا به غيرُ واحدٍ عن صفوان بن صالح، ولا نعرفه إلا من حديث صفوان بن صالح، وهو ثقةٌ عند أهل الحديث، وقد روي هذا الحديث من غير وجهٍ عن أبي هريرة عن النبي ﷺ، ولا نعلمُ في كثيرِ شيءٍ من الروايات له إسنادٌ صحيح ذَكَرَ الأسماءَ إلا في هذا الحديث، وقد روى» آدم بن أبي إياس«هذا الحديث بإسنادٍ غير هذا عن أبي هريرة عن النبي ﷺ - وذكر فيه الأسماء - وليس له إسنادٌ صحيحٌ»، وقد ضعَّف الحديث كذلك الحافظ ابن حجر،ونقل تضعيفه عن ابنِ حزمٍ والبيهقى.
وأما من ثبت عنده اسم الماجد لله  ابن منده: وقال في كتابه التوحيد: «ومن أسماء الله : المجيد الماجد المتكبر المصور المعز المذل، قال الله : (إنه حميد مجيد)، وذكر النبي ﷺ في التشهد وفي حديث أبي هريرة رضي الله عنه عن النبي ﷺ: (المؤمن المهيمن المتكبر المصور المعز المذل المغيث المجيب المحيط المبين المبدئ المعيد المحيي المميت الماجد المقتدر المقدم المؤخر المتعال المنتقم المقسط المغني المانع المالك)».
والشيخ صالح الفوزان: قال أن الماجد اسم من أسماء الله تعالى وقال «ورد هذا: (ذلك بأني جواد ماجد)»
قاله الجوهري والمجيد: الواسع الكرم، ورجل ماجد إذا كان سخياً واسع العطاء.
وقال الشهيد: المجيد هو الشريف ذاته الجميل فعاله، قال: والماجد مبالغة في المجد
قال ابن قتيبة: (مجد الله): شرفه، وكرمه.